# 최수현
최수현(崔守鉉, 1955년 8월 15일 ~ )은 대한민국의 제9대 금융감독원장을 지낸 공무원이다.

## 생애
충청남도 예산군 출신이다. 서울고등학교와 서울대학교 생물교육학과를 나왔다. 1982년 25회 행정고시에 합격하여 1983년부터 재정경제원 금융정책실에서 근무했다. 2013년 3월 박근혜 정부에서 금융감독원장으로 취임했으나, 임기를 채우지 못하고 1년 8개월만에 퇴진한다.

## 참조
1. ↑  최수현 금융감독원장 "비주류 벽 넘다 보니 고개 숙이는 법 배웠죠"《한국경제》, 2013년 8월 22일
2. ↑  신제윤 최수현 임영록, 모피아의 엇갈린 운명《비즈니스포스트》, 2014년 9월 12일
3. ↑  최수현 금감원장 퇴임, 신임 금융감독원장으로 진웅섭 정책금융공사 사장 유력《매일경제》, 2014년 11월 18일